# Vičanci
Vičanci – wieś w Słowenii, w gminie Ormož. 1 stycznia 2018 liczyła 277 mieszkańców.